# New Shepard
New Shepard (рус. «Новый Шепард») — многоразовый космический корабль для суборбитальных полётов, разработанный американской компанией Blue Origin. Представляет собой пилотируемую капсулу, стартующую вертикально с помощью одноступенчатой многоразовой ракеты-носителя и затем приземляющуюся с помощью парашютов; ракета-носитель совершает самостоятельный спуск и вертикальную посадку с помощью двигателя. Основным предназначением системы является космический туризм.
Система названа в честь Алана Шепарда — первого американского астронавта, совершившего суборбитальный полёт.
По оценкам экспертов, стоимость билета на такой полёт будет составлять от 200 до 250 тысяч долларов. Компания изначально планировала начать продажу билетов ещё в 2019 году и отправить первых клиентов в суборбитальное путешествие в 2020 году. 
Однако задержки, связанные в том числе с пандемией, не позволили  придерживаться ранее запланированного графика.
Первый пилотируемый полёт был осуществлён 20 июля 2021 года.

## История
Компания Blue Origin начала разработку системы в 2006 году. Тогда же компания приобрела участок площадью около 770 км² в штате Техас для постройки стартового комплекса и других сооружений. Состоялся испытательный полёт первого прототипа.
В 2011 году состоялись два тестовых полёта второго прототипа; второй полёт окончился аварийно.

### 2015
- 29 апреля 2015 — капсула достигла высоты 112 км и успешно приземлилась; посадка ракеты не удалась.
- 23 ноября — во время второго полёта, была достигнута высота 100,5 км и состоялось успешное приземление капсулы и ракетной ступени[2][3][4].

### 2016
- 22 января 2016 — произведён повторный запуск ракеты, совершившей полёт 23 ноября 2015 года; была достигнута максимальная высота 101,7 км (333 582 футов). Полезной нагрузкой выступал прототип суборбитального корабля, разрабатываемого Blue Origin для туристических суборбитальных полётов. После разделения корабль и ракета успешно совершили мягкую посадку[5].
- 1 апреля — осуществлён очередной запуск ракеты, капсула достигла высоты в 103 км. Таким образом, «New Shepard» стал первой ракетой, которая была трижды запущена, при этом трижды достигла линии Кармана и совершила мягкую управляемую посадку.
- 19 июня — «New Shepard» стартовал с тестовой площадки в Техасе и поднялся на высоту 101 километр. Через 7 минут ракета вернулась на Землю, успешно совершив вертикальную посадку. Ещё через 4 минуты мягко приземлилась капсула корабля, в которой в будущем будут совершать суборбитальные полёты экипажи. В ходе полёта было проведено испытание посадки в аварийном режиме — система выброса одного из трёх посадочных парашютов была отключена и при посадке капсулы использовались только два[6].
- 4 октября, планируется провести испытания системы эвакуации экипажа с космического корабля[7].
- 5 октября — успешно осуществлён запуск и последующая посадка, как капсулы так и ракеты-носителя. План теста был такой: на 45-й секунде полёта происходит условная «нештатная ситуация», после чего корабль должен аварийно отсоединится от ракеты и приземлиться с помощью парашютов. При этом стартовая ступень возвращается обратно на Землю.

### 2018
- 29 апреля — компания успешно провела восьмое испытание своей новой версии системы New Shepard (по сравнению с предыдущей версией она оснащена широким иллюминатором и улучшенной теплозащитой), успешно запустив и посадив ракету. Ракета поднялась на высоту более 100 км. От ускорителя отделилась капсула, внутри которой находился манекен по имени Скайуокер, оснащённый датчиками[8][9].
- 18 июля — прошло девятое испытание системы аварийного спасения для пассажирской капсулы корабля New Shepard. Корабль поднялся на высоту 100 километров, после чего от него отделилась капсула и успешно приземлилась на парашютах[10].

### 2019
- 23 января 2019 — компания успешно провела десятое испытание своей новой версии системы New Shepard, ранее запланированное на 18 декабря 2018 года. В ходе этого запуска в суборбитальный полёт были отправлены 9 научных экспериментальных модулей, созданных исследователями из разных университетов благодаря финансированию  разработок технологий для условий микрогравитации по программе NASA Flight Opportunity[11].
- 2 мая — успешно осуществлён запуск и посадка как ракеты-носителя, так и капсулы. На борту капсулы были 38 научных эксперимента и исследования по влиянию микрогравитации.
- 11 декабря —  с полигона в штате Техас стартовала многоразовая 18-метровая ракета-носитель, вытолкнув на высоту 104,5 км капсулу, способную вмещать шесть человек. Через семь минут 30 секунд после запуска эта ракета совершила вертикальную посадку на площадку полигона, а ещё через три минуты — на трёх парашютах на Землю вернулась и капсула[12].

### 2020
- Октябрь 2020 — ракета с грузовой капсулой поднялась на 106 км, после чего капсула и возвращаемая ступень разделились и приземлились по отдельности. Компания сообщила, что успешное испытание системы точной посадки НАСА, для достижения высокой точности посадки, позволит проводить длительные исследования Луны, а также будущие полёты на Марс. Эта миссия стала тринадцатой для системы New Shepard и седьмой для этой ракеты, но это был первый полёт с грузом, закреплённым снаружи, а не внутри капсулы[13]

### 2021
Тестовая миссия NS-14 в январе 2021 года: в новую капсулу были включены небольшие экраны и кнопки включения для каждого из шести пассажирских мест капсулы, модернизирована акустика и контроль температуры, а также микрофоны и динамики, чтобы проверить ряд систем связи и оповещения космонавтов. Тогда же Blue Origin говорила о планах осуществить первый коммерческий запуск уже в апреле.
14 апреля 2021 года был осуществлён очередной тестовый суборбитальный запуск New Shepard (миссия NS-15), с испытательной пусковой площадки Blue Origin в Ван-Хорне (штат Техас). Как и в последних 14 пусках, людей на борту не было, в капсуле для экипажа находился манекен с именем Скайуокер. Ракета-носитель приземлилась на бетонной плите примерно в 3 км от своей стартовой площадки; капсула для экипажа, сброшенная примерно в 105 км над Землёй, провела примерно три минуты в невесомости, прежде чем совершить посадку через 10 минут после старта. Этот запуск стал этапом проверки всех операций перед полётом людей: команда из четырёх руководителей компании — или «заменяющих космонавтов» — отрепетировала все ключевые предпусковые процедуры на стартовой площадке перед стартом (подъём на стартовую вышку New Shepard, посадку в капсулу, закрытие люка, проверку связи с коммуникатором, который поддерживает соединение с экипажем до и во время полёта).
В начале июня 2021 года Джефф Безос на своей странице в Instagram объявил, что в первый полёт на корабле New Shepard в июле отправится он сам вместе со своим братом Марком (при этом, 5 июля он официально уйдёт с поста гендиректора Amazon). Место на аукционе было анонимно продано за 28 млн долларов (в торгах участвовало почти 7600 человек из 159 стран). Четвёртым пассажиром стала 82-летняя Уолли Фанк — первая женщина-инспектор в Национальном совете по безопасности на транспорте, участница программы «Меркурий 13».
Первый пилотируемый полёт космического корабля New Shepard состоялся 20 июля 2021 года в 52-ю годовщину высадки Нила Армстронга и Базза Олдрина на Луну. Корабль достиг высоты в 100 км. Суборбитальный полёт совершили миллиардер Джефф Безос, его брат Марк Безос, 82-летняя Уолли Фанк, ставшая самым старым человеком, побывавшим в космосе, и космический турист 18-летний выпускник школы Оливер Дамен из Нидерландов, ставший самым молодым человеком, побывавшим в космосе. Победитель аукциона, который пока сохраняет анонимность, объявил, что решил полететь в составе одного из будущих экипажей из-за несовпадения графика.
13 октября 2021 года New Shepard успешно совершил второй суборбитальный пилотируемый полёт с экипажем из четырёх человек (актёр Уильям Шетнер, вице-президент Blue Origin Одри Пауэрс, бывший инженер НАСА Крис Бошуайзен и бизнесмен Глен де Врайс).
11 декабря 2021 года New Shepard совершил суборбитальный полёт с шестью туристами на борту. Полёт продлился около 10 минут, корабль набрал высоту более 100 км.

### 2022
31 марта 2022 года New Shepard совершил суборбитальный полет с шестью туристами на борту. Полёт продлился 10 минут, корабль набрал высоту 107 км.
4 июня 2022 года New Shepard совершил пятый по счёту полёт с шестью туристами на борту.
4 августа 2022 года Blue Origin успешно запустили миссию NS-22. Это была 3-я туристическая миссия New Shepard в этом году, 6-й суборбитальный полёт с экипажем и 22-я миссия в истории компании.
В сентябре 2022 года, состоялся 23-й по счету полет, без людей на борту капсулы, во время которого произошла авария, что привело к срабатыванию системы увода капсулы и последующему взрыву ускорителя. Дальнейшее расследование причин отказа показало, что сопло двигателя разрушилось из-за нерасчетных термических нагрузок, вызванных конструктивными изменениями, внесенными ранее в систему охлаждения двигателя. В дальнейшем компания пересмотрела конструкцию двигателя.

### 2023
19 декабря 2023 года Blue Origin возобновила полёты ракеты, спустя 15 месяцев после крупной аварии — New Shepard совершила 24-й полет, который проходил в беспилотном режиме. Запуск произведён со стартовой площадки компании в Западном Техасе, капсула приземлилась на парашютах примерно через 10 минут после старта, достигнув максимальной высоты в 107 километров, тремя минутами ранее успешную вертикальную посадку на Землю совершил ускоритель.
Во премя полёта на борту находились 33 научных эксперимента, в том числе для NASA, а также открытки. Когда именно состоится следующим полет и будет ли он пилотируемым, компания пока не объявила.

## Устройство

### Капсула
Герметичная капсула предназначена для 6 человек, она оснащается системой аварийного спасения и парашютной системой из трёх парашютов. 
После вертикального разгона ракетой-носителем капсула отделяется на высоте 40 километров и совершает подъём по инерции до высоты более 100 километров, условно принимаемой в качестве границы между атмосферой и космосом. Таким образом, пассажиры капсулы могут претендовать на звание астронавта (не совершая при этом орбитального полёта).

### Ракета-носитель
Носитель капсулы представляет собой одноступенчатую многоразовую ракету и оснащается ЖРД BE-3, работающим на водороде (горючее) и кислороде (окислитель). Тяга двигателя около 50 тонн-сил (490 килоньютонов). В ходе полёта ракета совершает вертикальный разгон длительностью около 110 секунд и достигает высоты около 40 километров, где происходит отделение капсулы, а затем ракета совершает самостоятельный спуск и посадку с помощью маршевого двигателя.